# Mirollia lata
Mirollia lata är en insektsart som beskrevs av Andrej Vasiljevitj Gorochov 2008. Mirollia lata ingår i släktet Mirollia och familjen vårtbitare. Inga underarter finns listade i Catalogue of Life.